# Лісове озеро
«Лісове́ о́зеро» (англ. Lake of the Woods) — озеро в Північній Америці. Знаходиться на заході від Великих озер на кордоні Канади (провінції Манітоба і Онтаріо) і США (штат Міннесота). Займає 7 місце за площею серед озер США. Води озера відокремлюють Міннесоту від Північно-Західного Кута — невеликої території, що примикає до Канади і є найпівнічнішою точкою Континентальних штатів.
Берегова лінія сильно порізана, її довжина досягає 105 тис. км і вважається найбільшою серед озер Канади. На озері — понад 14 тисяч островів, найбільші з яких Біг-Айленд, Бігсбі і Фалкон. Великий півострів Aulneau Peninsula, який виступає в озеро з східного берега, ділить його на північну та південну частину. Піщаний, низький і рівний південний берег озера різко контрастує з гранітним північним узбережжям, яке порізане незліченними затоками, рясніє протоками, півостровами і островами. За площею водного дзеркала Лісове озеро займає 6-е місце, поступаючись лише Великим озерам. Серед канадських озер Лісове займає 15-е місце. Якщо виключити Скандинавію і Росію, то площа Лісового озера перевищує площу будь-якого європейського озера. На північному березі озера розташоване місто Кенора.
Основне живлення озеро отримує з півдня від річки Рейні, а також із заходу від озер Какагі, Драйбері та багатьох інших. Сток з північного краю озера на північний захід по річці Вінніпег в однойменне озеро.
Геологічно озеро являє собою залишки великого прильодовикового озера Агассис.
На берегах озера гніздяться такі птахи як пісочник жовтоногий (Charadrius melodus) і американський білий пелікан. Також в районі озера мешкає кілька сотень гніздових пар білоголових орланів. Спеціалізація в аматорському рибальстві — судак, північна щука, великоротий і малоротий окунь. Також ловиться форель озерна і жовтий окунь.